# Browning M2

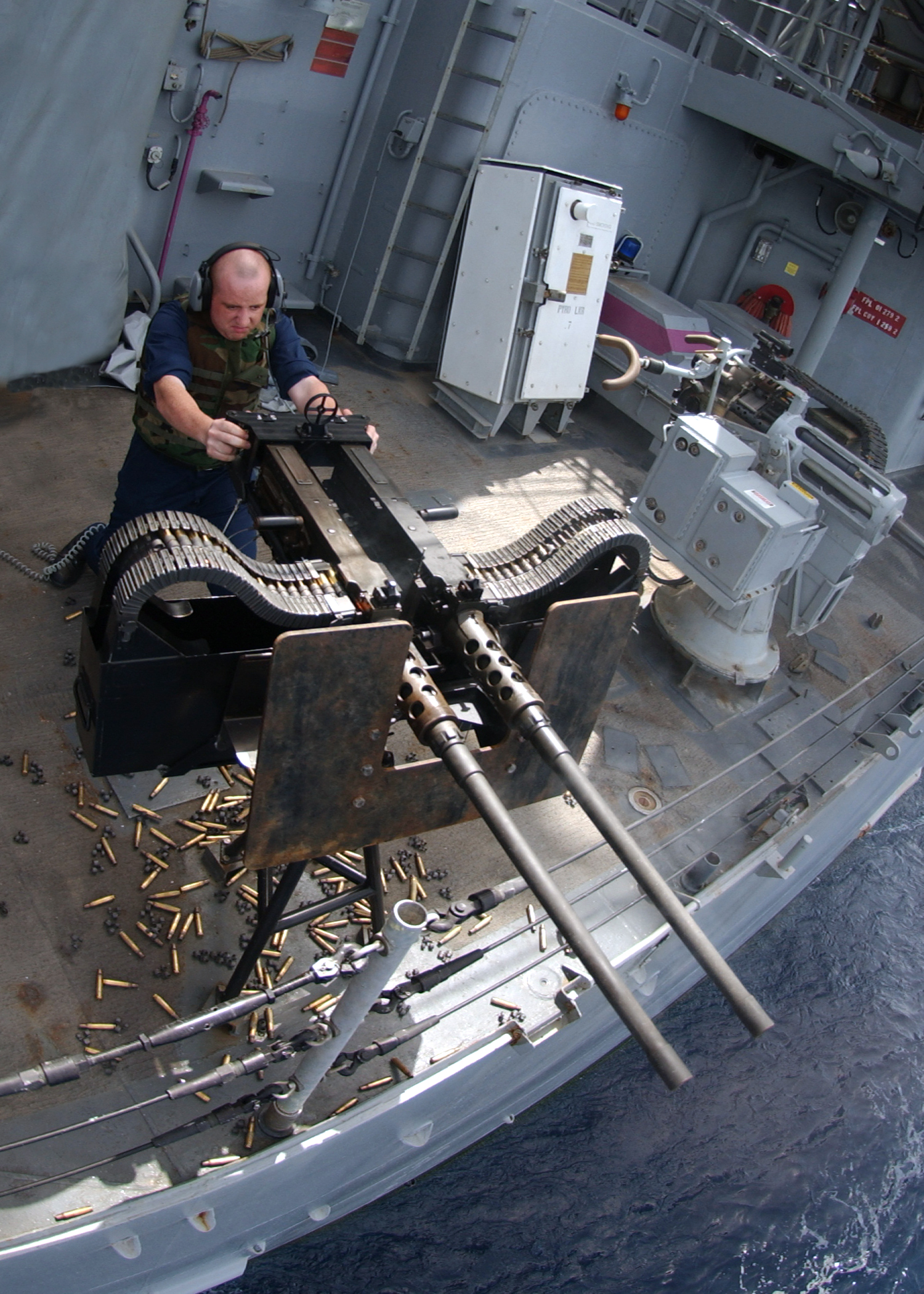
A metralhadora Browning M2 também é utilizada em navios de guerra da Marinha dos Estados Unidos.

A Browning M2 é uma metralhadora pesada criada no fim da Primeira Guerra Mundial por John Browning. Sua concepção é semelhante ao projeto da metralhadora Browning M1919, que utilizava o calibre .30-06. A M2 usa o poderoso calibre 12,7×99mm NATO, que foi desenvolvido juntamente com o projeto, e leva o nome da arma em si (BMG - Browning Machine Gun). É eficaz contra a infantaria, veículos não blindados ou levemente blindados, barcos, fortificações leves e aeronaves em baixa altitude.
Esta metralhadora tem sido amplamente utilizada como armamento em veículos e aeronaves dos Estados Unidos de 1920 até o presente. Foi muito utilizada durante a Segunda Guerra Mundial, Guerra da Coreia, Guerra do Vietnã, e durante as operações no Iraque e no Afeganistão, na década de 2000. É a principal metralhadora pesada dos países da OTAN, e tem sido utilizada por muitos outros países. A M2 está em uso mais tempo que qualquer outra arma ligeira no inventário dos Estados Unidos, exceto a pistola Colt M1911 .45 ACP, também desenhada por John Browning.
A M2 é fabricada nos Estados Unidos pela General Dynamics e U.S. Ordnance para uso pelo governo dos Estados Unidos, e para os aliados americanos através das vendas via Foreign Military Sales. A FN Herstal também produz a M2 desde 1930.

## Variantes

### AN/M3, GAU-21/A e M3P
Durante a Segunda Guerra Mundial, uma Browning de disparo mais rápido foi desenvolvida para uso em aeronaves. A AN/M3 aumentou a taxa de tiro para cerca de 1.200 tiros por minuto, enquanto disparava o mesmo cartucho com mudança mínima no peso ou tamanho.  O AN / M3 foi usado na Coreia no P-51D-30, F-82 Twin Mustang (o XP-82 montou um total de 14 metralhadoras AN / M3), F-86 Sabre, F-84 Thunderjet e F -80 Shooting Star, e no Vietnã no pod de arma XM14 / SUU-12 / A. Hoje, ele pode ser encontrado no Embraer EMB 314 Super Tucano denominado M3W com pequenas modificações, que são instalados nas asas (2 cada de M3Ws) com 250 cartuchos cada.